# 雷笛克光學
雷笛克光學（臺證所：5230）為一家台灣的二次光學光件廠，主要進行LED二次光學透鏡研發、製造及生產，是台灣LED二次光學透鏡供應廠商。